# Янушевський Григорій Юхимович
Януше́вський Григо́рій Юхи́мович (* 18 листопада 1861 — † 1928, м. Каліш, Польща) — військовий діяч, генерал-поручник генерального штабу УНР. У 1919 генерал-квартирмейстер Дієвої Армії УНР.

## Життєпис

В часі служби в РІА

Народився 18 листопада 1861 в сім'ї титулярного радника. 

### В російській армії
На армійську службу вступив 06.08.1882. Закінчив Варшавське піхотне юнкерське училище у 1883. Згодом закінчив Миколаївську  академію генерального штабу у 1890 по 1-му розряду. 
Штабс-Капітан з 26 лютого 1890. З травня 1890 року — капітан. Служив при Варшавському ВО.
З 2 квітня 1895 — підполковник, а з 18 квітня 1899 — полковник. 
Начальник штабу 6-ї кав. дивізії (17 лютого 1900-29 січня 1901). Начальник штабу 10-ї піхотної дивізії (29 січня 1901-30 березня 1904). 
Брав участь в російсько-японській війні 1904—1905 рр. Командував стрілецьким полком (30 березня 1904-19 червня 1905). У боях був поранений і контужений. 
Генерал-майор з 19 червня 1905. Командир 1-ї бригади 1-ї стрілецької дивізії (19 червня 1905-16 грудня 1906). За бойові відзнаки нагороджений Золотою зброєю (1906). Служив при штабі Московського ВО (16.12.1906-16.07.1910). Начальник штабу 9-го арм. корпусу (з 16.07.1910). 
З початком Першої світової війни  одержав у командування 19-ту піхотну дивізію (27.09.1914). 
Генерал-лейтенант з 19 липня 1914. Нагороджений орденом Св. Георгія 4-го ст. (24.04.1915). З 29.07.1915 начальник 1-ї гренадерської дивізії. 11.09.1916 призначений командиром ІІІ-го армійського корпусу 3-ї армії Західного фронту. Після Лютневої революції  втратив посаду, на це рішення міг вплинути розгром корпусу на Червіщенському плацдармі (21.03.1917) і 03.04.1917 зарахований в резерв при штабі Мінського ВО, а 15 квітня 1917 звільнений від служби через хворобу. Після Жовтневого перевороту наприкінці 1917 року виїхав до України.

### На службі Україні
Весною 1918 служив у гетьманській армії, представник Генерального штабу при Морському міністерстві (з 03.12.1918). Згодом в армії УНР. Член військово-вченого комітету Генерального штабу армії УНР (з 21.01.1919). Генерал для доручень при головному інспекторі військ УНР (з 11.02.1919). Начальник штабу Холмської групи Армії УНР з 7 квітня 1919. Начальник 2-го ген-квартирмейстерства штабу армії УНР (з 07.06.1919). 6 червня 1919 звільнений із служби через хворобу. Проживав у Кам'янці-Подільському.
Після окупації денікінцями відправлений до Ростова. На початку лютого 1920 евакуйований до Криму і 21 лютого 1920 зарахований у резерв при штабі головнокомандуючого російської армії. Створив українську організацію, яка планувала організувати українську дивізію в складі російської армії і також здійснювати координацію дій українських повстанців з штабом армії.
З листопада 1920 евакуйований до Константинополя. Згодом переїхав до Польщі, де прибув у розпорядження армії УНР. Служив помічником начальника Генерального штабу.
Станом на 1 листопада 1921 виконував обов'язки начальника Генерального штабу Армії УНР. З червня 1922 у відставці.
Проживав у Бресті, де працював бухгалтером у технічній конторі інженера Л. Долценга.